# Histoire de l'escalade
L'histoire de l'escalade débute vers 1890 et se décompose en cinq grandes périodes. D'abord réservée aux alpinistes, elle se développe jusqu'à devenir une activité à part entière. Les premières compétitions d'escalade datent de 1947.
Cette évolution est marquée par au moins deux facteurs: 
- le matériel qui évolue, offrant de plus en plus de sécurité et donc de plus en plus de liberté ;
- les compétitions qui élargissent le champ de pratique et mettent en avant par exemple la pratique du bloc.

## Évolution de la pratique et du niveau

### 1890 - 1949: des débuts européens
| Grimpeurs célèbres          |
| --------------------------- |
| Paul Preuss (1890-1913)     |
| Hans Dülfer (1892-1915)     |
| Pierre Allain (1904-2000)   |
| Riccardo Cassin (1909-2009) |

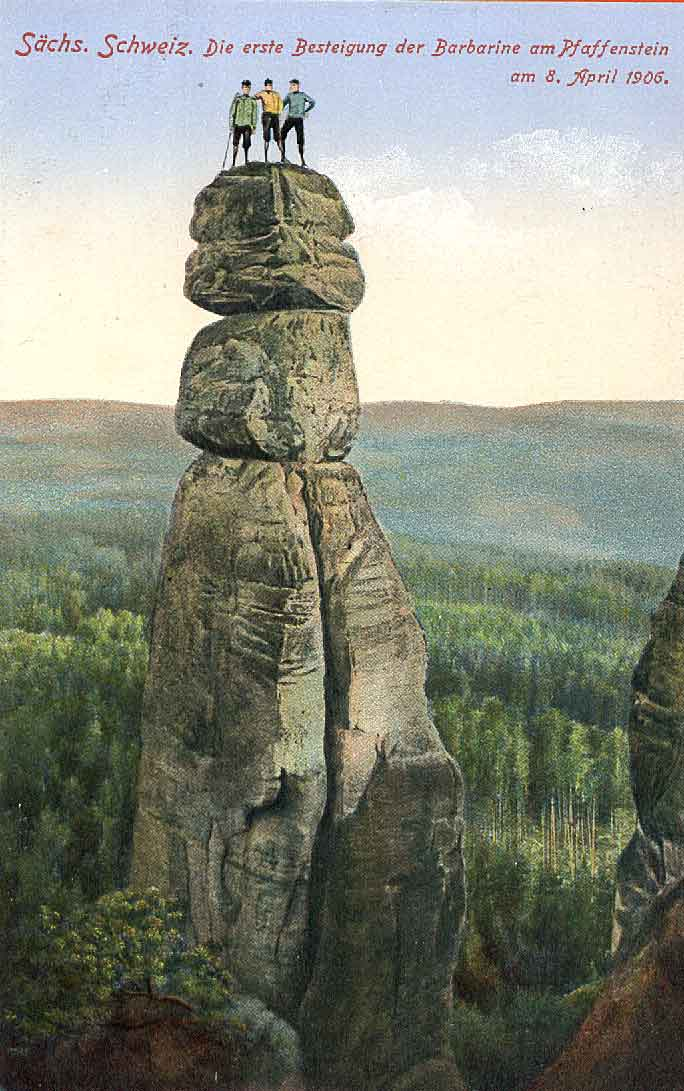
La première ascension de la Barbarine en 1905.

À l'origine, l'escalade est une activité pratiquée par les alpinistes lors de leurs ascensions en montagne mais, avec l'augmentation de la difficulté des voies d'alpinisme, ils commencent à la considérer comme un moyen d'entraînement. Ils se mettent alors à pratiquer l'escalade lors de sorties organisées par les premiers clubs alpins,,,,, et escaladent les parois du Salève en Haute-Savoie, les blocs de Fontainebleau et les falaises de Lake District en Angleterre et de Dresde en Allemagne orientale dès la fin du XIXe siècle,.
Au début du XXe siècle, l'escalade se développe et de nombreux clubs alpins voient le jour, notamment en Allemagne, en France, en Italie, en Angleterre et aux États-Unis. Le niveau des grimpeurs progresse vite malgré le matériel encore très rudimentaire et les premières voies dans le 5e degré de cotation sont ouvertes. En 1903, Siegfried Herford (en) réalise l'ascension de Botterill’s Slab (5) au Scafell en Angleterre et Oliver Perry-Smith celle de Lokomotive Esse (4+/5) à Dresde en Allemagne. Ces deux voies atteignent alors la limite du système de cotation utilisé à l'époque, créé par Hans Dülfer. Deux ans plus tard, Perry-Smith élève le niveau de difficulté avec la réalisation de Teufelsturm et de Spannagelturm Perrykante. Ces voies seront classées par la suite dans le 6e degré, lors de la mise en place du système de cotation proposé par Willo Welzenbach en 1925.
À cette époque, ce niveau est considéré comme la limite des possibilités humaines dans le domaine de l'escalade. Pendant des années, l'escalade est pratiquée de manière très différente selon les pays. Les clubs alpins se réunissent alors à Chamonix en 1932 et fondent l'Union internationale des associations d'alpinisme (UIAA) afin de coordonner les actions des différents clubs et de gérer les problèmes inhérents au milieu de l'escalade. Durant le XXe siècle, l'escalade progresse au rythme de l'évolution du matériel et des performances des grimpeurs, et des voies d'escalade de difficultés croissantes sont ouvertes au fil des années.

### 1950 - 1978: l'hégémonie américaine
| Grimpeurs célèbres          |
| --------------------------- |
| Royal Robbins (1935-2017)   |
| Claudio Barbier (1938-1977) |
| Kurt Albert (1954-2010)     |
| Ron Kauk (1957-)            |

Dès la fin des années 1950, l'escalade connaît un vif succès, notamment aux États-Unis, et de nombreuses salles d'escalade sont ouvertes. De plus, l'apparition de nouveaux matériels, comme les pitons à expansion, permet de pratiquer l'escalade dans des endroits réputés inaccessibles. La première voie américaine dans le 6e degré est ouverte en 1957 par Royal Robbins, Mike Sherrick et Jerry Gallwas, en réussissant l'ascension de la face nord-ouest du Half Dome dans le Parc national de Yosemite. Cette réalisation est la première d'une longue série de réussites américaines au parc du Yosemite, mais aussi en Europe. En 1962, Gary Hemming, Royal Robbins et trois de leurs compatriotes ouvrent La directe américaine aux Drus, puis en 1965, la directissime toujours aux Drus. Ils ouvrent aussi de nombreux itinéraires sur El Capitan comme Salathé Wall, (1961) North American Wall (1964) ou encore Mescalito (1974), qui sont encore aujourd'hui des références de l'escalade artificielle. Parallèlement, l'escalade libre se développe peu à peu, en suivant le concept éthique consistant à ne pas détériorer les voies et à réussir les ascensions sans aide.

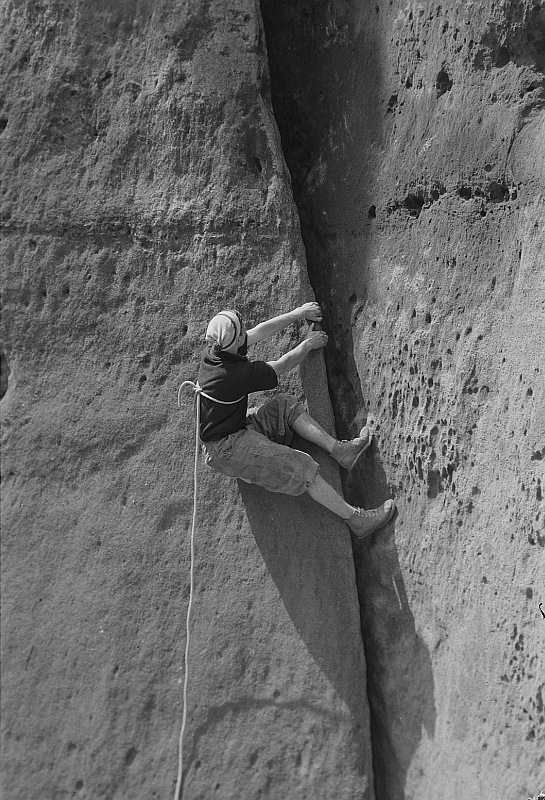
Un grimpeur allemand gravissant une fissure avec une simple corde autour du torse dans les années 1960.

Forts de leur expérience sur les parois du Yosemite, les Américains font rapidement progresser l'escalade et de nouveaux degrés de cotation sont ouverts. En 1970, Ron Kauk réalise l'ascension de Astroman (7a/5.11c), la première voie dans le 7e degré, puis en 1972, John Bragg réussit le dévers de Kansas City le premier 7b et finalement en 1974, Steve Wunsch qui réussit Supercrack, le premier 7c. La France rattrape son retard avec notamment Jean-Claude Droyer qui ouvre les premiers 6b en 1976 puis les premiers 6c et 7a en 1977, et surtout Patrick Berhault et Patrick Edlinger qui, dès la fin des années 1970, réalisent un grand nombre de premières au Verdon et à Buoux, ainsi que plusieurs ascensions en solo intégral.

### 1979 - 1991: la démocratisation de l'escalade
| Grimpeurs célèbres           |
| ---------------------------- |
| Patrick Berhault (1957-2004) |
| Patrick Edlinger (1960-2012) |
| Wolfgang Güllich (1960-1992) |
| Catherine Destivelle (1960-) |
| Ben Moon (1966-)             |

En 1979, Toni Yaniro, un jeune grimpeur de 18 ans, ouvre le 8e degré en réalisant Grand Illusion (8a/5.13b). Cependant, cette ascension ne fait  pas l'unanimité dans le milieu de la grimpe compte  tenu de la méthode employée alors par Toni : à chaque essai, il laisse la corde mousquetonnée réalisant ainsi de nombreux essais en moulinette. Cette pratique, qui est courante de nos jours, n'était pas répandue à cette époque, les grimpeurs ayant une approche très éthique de l'escalade. Trois ans plus tard, en 1982, le reportage de Jean-Paul Janssen, La vie au bout des doigts, est diffusé dans l'émission « Les carnets de l'aventure » sur Antenne 2 (devenue France 2). Le documentaire qui traite de la passion de Patrick Edlinger pour l'escalade et le solo intégral remporte un franc succès tant en France que dans le reste du monde, allant jusqu'à être nommé aux Oscars, et fait connaître la discipline au grand public. Forte de cette reconnaissance mondiale, l'escalade se développe alors de plus en plus, marquée par l'apparition des spits et plaquettes qui permettent d'accroître la sécurité lors des ascensions en laissant le grimpeur se concentrer davantage sur la technicité et la difficulté des voies. De plus, de nombreuses salles d'escalade sont ouvertes dans les villes et des techniques d'entraînement scientifiques sont mises au point par Edlinger et Alain Ferrand. Cependant, le monde de l'escalade reste majoritairement représenté par les hommes, hormis quelques rares exceptions comme Catherine Destivelle qui réalise le premier 8a féminin en 1986.
Durant les années 1980, la cotation explose rapidement, notamment avec Wolfgang Güllich, un jeune grimpeur allemand. Ayant réussi en 1982 la première répétition de Grand Illusion, la voie cotée 8a ouverte par Yaniro, Wolfgang élève encore le niveau en 1984 et réalise la première ascension de Kanal Im Rücken à Altmühtal qui devient le premier 8b au monde. En 1985, il réussit le premier 8b+, Punks in The Gym, puis en 1987 le premier 8c avec Wallstreet. Mais c'est l'Anglais Ben Moon qui réalise la première voie cotée 8c+ en 1990 avec l'ascension de Hubble à Raven Tor au Royaume-Uni. Finalement en 1991, après un long entraînement spécifique, Wolfgang Güllich fait l'ascension d'Action directe et évalue sa cotation à 8c+/9a. Cependant, de nombreux répétiteurs finiront par lui attribuer une cotation de 9a, en faisant ainsi de cette voie le premier 9e degré, qui est actuellement le plus haut degré de difficulté en escalade.

### 1992 - 2000: l'escalade au féminin et le bloc
| Grimpeurs célèbres         |
| -------------------------- |
| Lynn Hill (1961-)          |
| Isabelle Patissier (1967-) |
| Fred Nicole (1970-)        |

Durant les années 1990, l'augmentation de la cotation marque un temps d'arrêt et le monde de l'escalade voit surtout de nombreux grimpeurs répéter les différentes voies ouvertes les années précédentes. La seule exception étant Akira, une voie particulièrement difficile réalisée par Fred Rouhling en 1995 et qu'il évalue à 9b. Cependant, cette ascension a toujours été remise en question par le milieu de l'escalade, principalement en raison du manque de preuve et cela même si personne n'a été en mesure de la répéter. Parallèlement, à cette augmentation accélérée de la cotation et à l'ouverture de quantité de nouvelles voies d'escalade de tous niveaux, une nouvelle discipline commence à se développer : le bloc. Proposant une escalade plus courte mais plus technique et difficile, le bloc permet de travailler certains enchaînements de mouvements sans la contrainte du matériel ni l'obligation d'escalader plusieurs mètres de parois avant d'arriver au passage difficile de la voie (crux). Certains grimpeurs comme Fred Nicole y consacrent d'ailleurs une grande partie de leur temps, et le niveau ne tarde pas à augmenter avec le développement de la discipline. Les sites de Fontainebleau, Hueco Tanks ou encore Cresciano, deviennent rapidement les sites incontournables de cette pratique qui voit un grand nombre d'ouverture de blocs cotés entre 7B et 8A. Mais c'est surtout vers le petit site d'escalade situé à Branson en Suisse que le monde se tourne. Une première fois en 1992, lorsque Fred Nicole réalise La danse des Balrogs, le premier bloc coté 8B au monde, puis une seconde fois en 1996 où il réussit Radja, le premier 8B+.

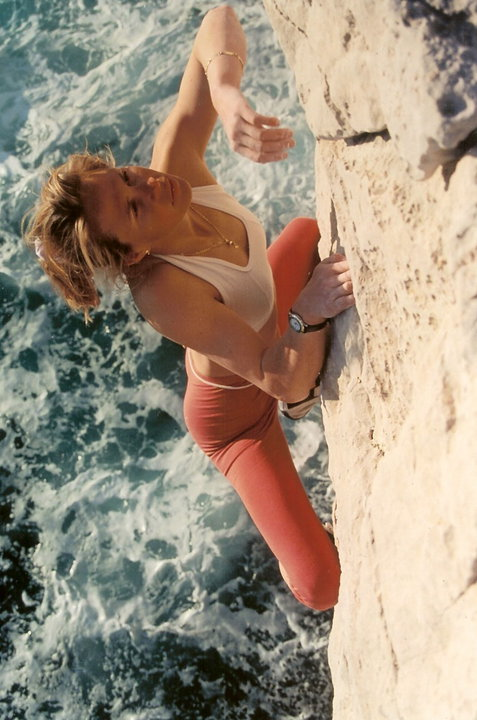
Isabelle Patissier en solo intégral dans les Calanques près de Marseille.

Les années 1990 sont aussi marquées par l'arrivée de femmes dans le haut niveau de l'escalade. La Française Isabelle Patissier réalise de nombreuses ascensions de haut niveau, notamment dans les gorges du Verdon et domine les compétitions avec l'Américaine Robyn Erbesfield,,,,. Mais c'est surtout Lynn Hill qui marquera l'escalade en 1993, en réussissant la première ascension en escalade libre de The Nose sur la paroi de El Capitan au Yosemite. Cette voie de 1 000 mètres qui compte 34 longueurs, n'avait alors jamais été réalisée dans ce type d'escalade, démontrant ainsi le potentiel féminin dans l'escalade. Cet exploit est suivi cinq ans plus tard par la première ascension féminine d'une voie cotée 8c, Onky Tonky, réalisée par Josune Bereziartu.
En novembre 2000, la difficulté en bloc augmente une nouvelle fois avec l'ascension par Fred Nicole de Dreamtime à Cresciano en Suisse. Il évalue la cotation de ce bloc à 8C, ce qui déclenche rapidement une polémique, notamment sur le nombre de mouvements que requiert ce bloc.

### 2001 - 2013: la nouvelle génération
| Grimpeurs célèbres        |
| ------------------------- |
| Chris Sharma (1981-)      |
| Dave Graham (1981-)       |
| Nalle Hukkataival (1986-) |
| Adam Ondra (1993-)        |

En 2001, c'est un jeune grimpeur américain qui fait parler de lui en élevant à nouveau le niveau de difficulté. Alors âgé de seulement 20 ans, Chris Sharma réussi la première ascension de Biographie, une voie cotée 9a+ qui avait été équipée en 1989 par Jean-Christophe Lafaille sur les falaises de Céüse en France. Les années suivantes seront notamment marquées par les nombreuses premières ascensions et répétitions de très haut niveau par une génération de grimpeurs ayant commencé l'escalade dès leur plus jeune âge. Certains se démarquant plus en bloc comme Paul Robinson ou Daniel Woods, d'autres en voies comme Chris Sharma et notamment Adam Ondra, qui, jusqu’en 2021, était le plus jeune grimpeur au monde à avoir atteint le neuvième degré à l'âge de 13 ans. À partir de 2008, de nouveaux niveaux de cotation sont atteints, notamment avec Chris Sharma et Adam Ondra qui ouvrent plusieurs voies cotées 9b puis 9b+ (Change, La Dura Dura).
Les années 2000 et 2010 sont aussi marquées par nombre de discussions et polémiques sur les cotations de voies et surtout de bloc au plus haut niveau. D'une part, parce que la cotation a augmenté très rapidement durant les vingt dernières années, et d'autre part parce que beaucoup de cotations sont revues à la baisse. Quelques grimpeurs comme Dave Graham, Nalle Hukkataival et Daniel Woods prennent même activement part aux discussions, tentant de redéfinir clairement les limites du très haut niveau,,,.
Les femmes réalisent aussi des ascensions de très haut niveau, et après Josiane Bereziartu, qui est longtemps restée la seule femme à réussir l'ascension d'une voie dans le neuvième degré, Sasha DiGiulian, Charlotte Durif et Muriel Sarkany atteignent aussi ce niveau,. En bloc, c'est la jeune grimpeuse Ashima Shiraishi qui, à l'âge de 11 ans, fait parler d'elle en réussissant l'ascension de Crown of Aragorn, un bloc coté 8B/V13, difficulté alors atteinte par seulement quelques femmes.

## Histoire des compétitions
| Compétiteurs célèbres             |
| --------------------------------- |
| Robyn Erbesfield-Raboutou (1967-) |
| François Legrand (1970-)          |
| Ramón Julián Puigblanque (1981-)  |
| Anna Stöhr (1988-)                |

Les premières compétitions d'escalade datent de 1947. À cette époque, l'URSS organisait des compétitions qui combinaient une épreuve de « tracé d'itinéraire », semblable à la difficulté, et une épreuve de vitesse où les grimpeurs étaient assurés en moulinette par un câble d'acier. Ces compétitions étaient par ailleurs principalement réservées aux athlètes russes jusque dans les années 1980. Cependant, la première compétition moderne d'escalade est organisée le 7 juillet 1985 sur les falaises de Bardonnèche en Italie. Les organisateurs, Andrea Mellano, un membre du groupe académique du Club alpin italien, et Emanuele Cassarà, un journaliste sportif italien, convient les meilleurs grimpeurs de cette époque à participer à une épreuve de difficulté. Les vainqueurs sont Catherine Destivelle chez les femmes et Stefan Glowacz chez les hommes. L'année suivante, le succès est encore plus grand et la finale, remportée par les Français Patrick Edlinger et Catherine Destivelle, est suivie par plusieurs télévisions européennes et plus de 10 000 spectateurs. La même année, la France organise la première compétition en intérieur à Vaulx-en-Velin dans la banlieue lyonnaise. En 1988, l'UIAA reconnaît officiellement le circuit des World Series puis, en 1989, la Coupe du monde d'escalade de difficulté et de vitesse. Finalement, le bloc fait son apparition en 1998 comme test, puis de manière officielle l'année suivante.
Après cet essor, la compétition va encore évoluer durant une vingtaine d'années. Tout d'abord apparues en extérieur, les rencontres vont désormais se pratiquer en salle, évitant ainsi de dénaturer le paysage pour accueillir les spectateurs, de tailler des prises pour rendre la voie homogène ou encore de tricher en repérant la voie, voire de l'essayer au préalable. Au début, les rencontres sont plus ou moins épisodiques et il n'existe pas encore de circuit officiel. Les premiers championnats du monde apparaissent en 1991 à Francfort. Le circuit de coupe du monde où plusieurs étapes sont jouées chaque par saison apparaît en 1989. Durant cette période, au début des années 1990, la compétition est plus ou moins boudée par certains - notamment au niveau du Club Alpin Français ; en effet, l'esprit de compétition à cette période est assez éloigné de « l'esprit originel » qui caractérise l'escalade. Au début des années 2000, la pratique en compétition s'est structurée au niveau international et au niveau national (en France du moins) et les grimpeurs acceptent l'idée d'un calendrier des rencontres. 
En 2007, la Fédération internationale d'escalade est fondée afin de développer les compétitions au niveau mondial. Un peu plus d'un an plus tard, elle est reconnue par le CIO pour une durée probatoire de deux ans, puis de manière définitive en 2010. Le 4 juillet 2011, l'escalade est retenue avec sept autres sports, sur la liste des sports qui pourraient intégrer les Jeux Olympiques 2020. Lors d'une réunion du CIO à Saint-Pétersbourg en mai 2013, l'escalade n'est pas retenue dans les trois derniers sports potentiels pour les olympiades de 2020,.Finalement l'escalade intègre les Jeux olympiques avec ceux de la jeunesse en 2018 et les Jeux olympiques de 2020.

## Évolution du matériel
.

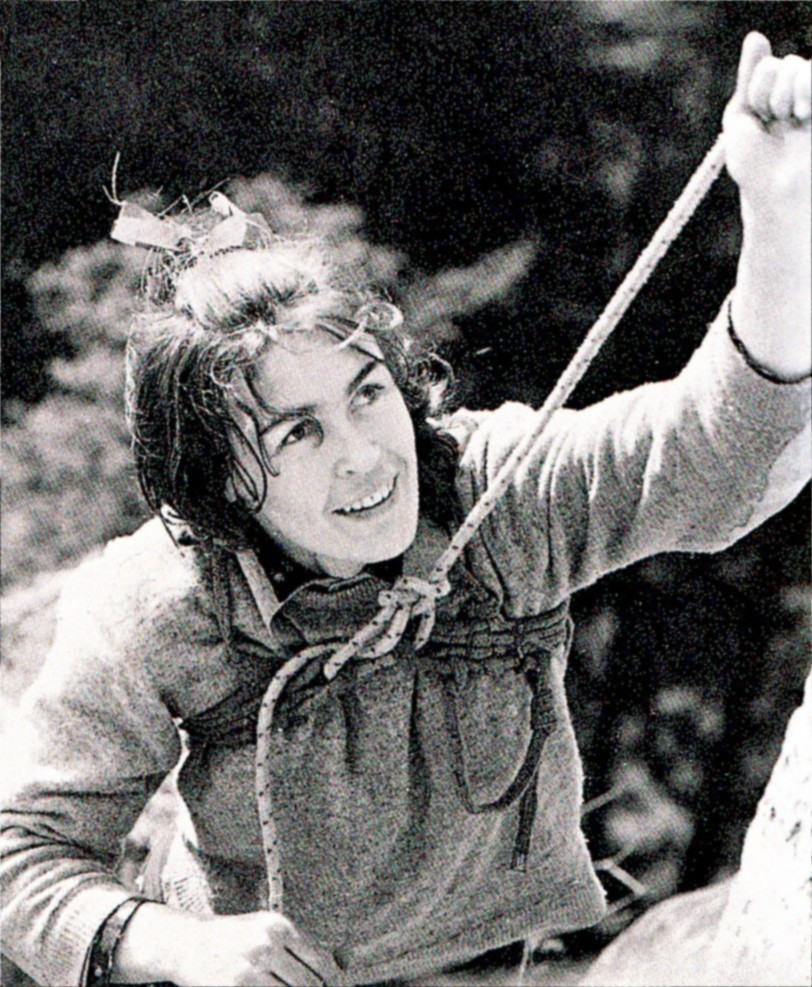
Grimpeuse équipée d'un simple baudrier de torse

Aux prémices de ce sport, les premiers grimpeurs utilisent des cordes en chanvre pour assurer leurs compagnons d'ascension. L'héritage alpin les verra également utiliser les chaussures de montagne montantes appelées dans le jargon « grosses ». Le premier mousqueton apparaît au début du siècle et sera amélioré par Pierre Allain. Il introduit le premier chausson avec une semelle souple. Dans les années 1970, apparaissent les chaussons avec des semelles en gomme.

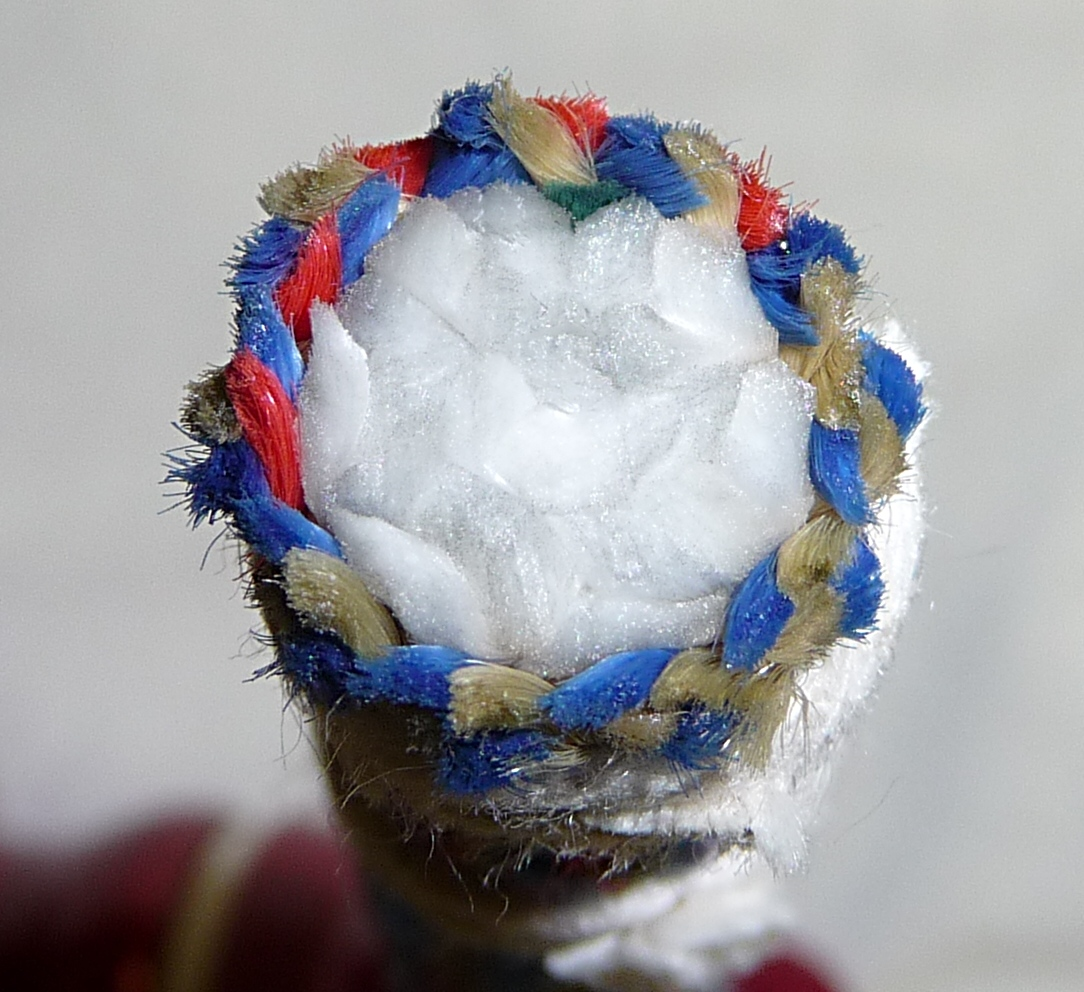
Structure en coupe d'une corde « moderne », avec l'âme (en blanc au centre) et la gaine (colorée, à l'extérieur)

Les premières cordes synthétiques et l'usage de baudriers vont également améliorer la sécurité lors de l'assurage. Les casques font leur apparition vers la fin de la seconde moitié du XXe siècle. L'invention des crash pads révolutionne la pratique du bloc en offrant une sécurité relative tout en augmentant la hauteur possible d'évolution.